# Савельев, Александр Александрович (хоккеист)
Александр Александрович Савельев (род. 23 июня 1981 года) — игрок в хоккей с мячом, нападающий сборной Эстонии.

## Карьера
Воспитанник кемеровского хоккея с мячом. В чемпионатах России играл за клубы оренбургский «Локомотив» (2000-02), БСК (2002−2005), «Байкал-Энергия» (2006-07), «Саяны» (2007-08), «Кузбасс» (2012-13), «Уральский трубник» (2007-08), «Волга» (2008−2012). В 270 играх забил 125 мячей.
В 2015 году участвовал в чемпионате мира (турнир B) в составе сборной Эстонии. В 6 играх забил 15 мячей.
В 2016 году также был включён в состав сборной Эстонии на чемпионате мира (турнир B). Однако к началу соревнований не были оформлены необходимые документы для участия Савельева в играх. Несмотря на предупреждение Международной федерации по хоккею с мячом, тренеры сборной выпустили Александра на лёд в матчах против сборных Нидерландов и Германии, где он забил 7 голов. Результатом этого нарушения стала дисквалификация сборной Эстонии по хоккею с мячом на весь чемпионат, результаты двух упомянутых матчей изменены на техническое поражение со счётом 0:5.
Является лучшим бомбардиром в истории КХМ «БСК» — 84 мяча. Победитель первенства первой лиги 2002/03 года.
Серебряный призёр чемпионата России (2006).